# ウィリー・ランプ
ウィリー・ランプ（Willi Rampf, 1953年6月20日 - ）は、ドイツ出身のエンジニア。世界ラリー選手権 (WRC) に参戦するフォルクスワーゲンワークスにてテクニカル・ディレクターを務める。それ以前はF1のザウバーチームに長く在籍していた。

## 経歴
ミュンヘン大学で機械工学を学び、1979年に卒業。
卒業後、自動車会社のBMW社に就職し、開発部門のエンジニアとなり、サスペンションと車体の挙動についての研究を手がけた。10年間のミュンヘン本社勤務の後、1989年にBMW南アフリカに配属され、1993年まで赴任した。
ミュンヘン本社に戻って間もなく、1994年には、BMWの先輩でもあるレオ・レスに誘われ、F1のザウバーチームに加入した。レースエンジニアとして、主にハインツ＝ハラルド・フレンツェンを担当し、1997年にはチーフレースエンジニアに就任した。
1998年に一時BMWに復帰し、同社のオートバイ部門にてパリ・ダカール・ラリー参戦用マシンの開発を主導した。
2000年には再びザウバーに戻り、ミカ・サロやペドロ・ディニスのチーフレースエンジニアの地位に再度就き、ほどなく、テクニカルディレクターとなった。
2005年半ばにザウバーチームがBMWに買収されたため、2006年からはBMWザウバーチームのテクニカルディレクターを引き続き務めた。2009年をもってBMWは撤退したが、2010年はペーター・ザウバーに売却されたチームに残留し、マレーシアグランプリ終了後の4月末までエンジニアリング部門の責任者を務めた。その後、同ポジションをジェームス・キーに譲り、14年間務めたチームを退職した。
2011年よりフォルクスワーゲンのWRC参戦プロジェクトに加わり、新型WRカー、ポロR WRCの開発を指導。2013年よりWRCにデビューさせた。